# Prehistorik Man
Prehistorik Man es un videojuego de plataformas para Super Nintendo Entertainment System desarrollado por Titus Interactive y publicado por Kemco en Japón en 1995 como P-Man y por Titus France en otros lugares en 1996. Es la secuela de Prehistorik 2.
El juego se lanzó más tarde para Game Boy Advance y Nintendo DSi (como un lanzamiento de DSiWare), y este último se lanzó en América del Norte el 15 de febrero de 2010.
La versión de Super NES recibió críticas positivas de los críticos y se elogió la historia, el sonido y la jugabilidad. Sin embargo, los puertos de Game Boy Advance y DSiware han recibido críticas mixtas.

## Trama
Prehistorik Man tiene lugar en la Edad de Piedra. En medio de la noche, dinosaurios codiciosos roban toda la comida de un pequeño pueblo. Con la llegada del invierno y los habitantes de la aldea enfrentados a la inanición, el jefe de la aldea convoca a Sam, un aldeano joven y ágil, y le asigna la tarea de obtener alimentos para ayudar a la aldea a sobrevivir al inminente invierno.

## Jugabilidad
El jugador controla a Sam, guiándolo a través de un total de 23 niveles de desplazamiento lateral. La tarea principal es recolectar toda la comida en cada nivel mientras derrota a los enemigos para hacer que suelten sus huesos, que se usa como moneda en el juego.
El jugador comienza con tres corazones. Si el jugador los pierde todos, pierde una vida y debe reiniciar el nivel. A la mitad de cada nivel, hay un punto de control (llamado Rees-Tartah) para que Sam no tenga que empezar por el principio una vez que lo toque.
Sam tiene muchas habilidades para ayudar al jugador a través de cada nivel, incluido correr "como un perro" para moverse más rápido, y el grito que le permite al jugador derrotar a todos los enemigos en la pantalla. El arma predeterminada de Sam es un garrote con púas, pero puede encontrar otras armas como lanzas y hachas que reemplazarán cualquier arma usada antes, sin embargo, estas armas tienen munición limitada. A lo largo del juego, se pueden encontrar varios elementos que varían desde "escudos de la edad de piedra", que hacen que el jugador sea temporalmente invencible, contenedores de corazón para elevar permanentemente la salud del jugador, y letras que deletrean BONUS, que cuando se recolectan todos, envían al jugador a un área de bonificación para tener la oportunidad de recolectar más huesos y comida.
Las tiendas también están disponibles para que el jugador gaste huesos para comprar varios artículos que el jugador puede usar para saltar niveles o incluso guardar su juego. Al final de cada nivel, se cuenta la comida y se le da al jugador un porcentaje general de lo bien que lo hizo. Ciertos niveles tienen diferentes trucos de juego que el jugador debe aprender para continuar. La mayoría de los niveles son plataformas simples, pero otros niveles implican que el jugador encuentre elementos clave específicos, limite al jugador a usar un vehículo o derrote a un jefe.
En la versión de DSiware, el jugador puede controlar a Sam usando el panel táctil en la pantalla inferior y el poder de Sam puede aumentar recolectando actualizaciones que pueden durar un tiempo limitado. La pantalla inferior también tiene una sección de elementos para que los jugadores sepan qué elementos deben recolectar para continuar con el juego.

## Recepción
La versión para SNES recibió críticas positivas. Electronic Gaming Monthly le otorgó al juego un 8,8 sobre 10 y su premio "Juego del mes". En particular, elogiaron la historia del juego, los divertidos efectos de sonido, el fuerte control del juego y numerosos secretos. Famicom Tsūshin puntuó la versión Super Famicom de Prehistorik Man con un 27 de 40. Nintendo Life elogia su apartado gráfico y jugable, aunque critica sus controles, puntuándo la versión para SNES con un 7/10.
Sin embargo, los ports para Game Boy Advance y DSiware han recibido críticas mixtas. Según la información recogida por Metacritic, la versión para Game Boy Advance obtuvo un 69 sobre 100, y un crítico dijo que si bien el juego es un juego de plataformas sólido, es al mismo tiempo bastante genérico. Frank Provo de GameSpot, sin embargo, elogió la música y le dio al juego un 6.1 de 10. Para el port de DSiware, Desiree Turner de Nintendo Life le dio al juego 3 estrellas de 5, argumentando que "aunque se ve y suena genial, sufre de detección de golpes de mala calidad, fuentes difíciles de leer y momentos de ralentización que merman la precisión en el plataformeo". Game Informer le dio al juego una puntuación general de 8 sobre 10 elogiando la originalidad del juego por ser un juego de acción/plataformas y dijo: "Si bien puede parecerse mucho a otros juegos de acción/plataformas, en realidad es divertido de jugar".